# Mattias Linderoth
Bengt Daniel Mattias Linderoth, född 22 februari 1976 i Norra Vram, är en svensk skådespelare.

## Biografi
Linderoth debuterade 1984 i Helsingborgs stadsteaters foajé med Duvungarnas barnmusikal Mic och Tic - Ett rymdäventyr. Han studerade på scenskolan i Malmö från 1999 till 2003. Han ingår i Malmö Stadsteaters fasta ensemble.
Mattias Linderoth är främst känd för att agera på scen. Han har varit med i uppsättningar som Natten är dagens mor (2004 på Borås stadsteater) Kalla det va fan du vill, Mordet i Midlands och i en annorlunda version av Strindbergs klassiker, Repeteras: Fröken Julie. Sommaren 2008 spelade han huvudrollen i Revisorn vid Romateatern på Gotland. Under 2010–2012 spelade han flera roller i den svenska uppsättningen av Monty Pythons Spamalot, först på Nöjesteatern i Malmö och därefter på Oscarsteatern i Stockholm. Hösten 2012 spelar han i två pjäser på Malmö stadsteater: Kristian Lundbergs monolog Yarden och Min vän fascisten av Klas Abrahamsson och Erik Gedeon.
2003 spelade Mattias Linderoth en av huvudrollerna i SVT:s sommarlovsprogram Badeboda Bo. 2011 hade han en roll i en TV-sänd version av All You Need Is Love samt en återkommande biroll som oppositionspolitikern Svanelid i Starke man.

## Filmografi
- 2001 – Man kan leda en oxe...
- 2011 – Starke man (TV-serie)
- 2014 – Zon 261

## Teater

### Roller (ej komplett)
| År   | Roll                  | Produktion                                                       | Regi                  | Teater                  |
| ---- | --------------------- | ---------------------------------------------------------------- | --------------------- | ----------------------- |
| 2005 |                       | Tartuffe/Bedragaren (Tartuffe, ou l'Imposteur) Molière           | Ragnar Lyth           | Malmö Dramatiska Teater |
| 2006 |                       | Karriär Torbjörn Flygt                                           | Dennis Sandin         | Malmö Dramatiska Teater |
| 2007 | Michael, yngste sonen | Festen Thomas Vinterberg, Mogens Rukov och Bo hr. Hansen         | Anders Lerner         | Malmö stadsteater       |
| 2011 | Prins Herbert         | Spamalot Eric Idle och John Du Prez                              | Anders Albien         | Oscarsteatern           |
| 2012 |                       | Yarden Kristian Lundberg                                         | Dennis Sandin         | Malmö stadsteater       |
| 2014 |                       | Cabaret John Kander, Fred Ebb och Joe Masteroff                  | Hugo Hansén           | Malmö stadsteater       |
| 2014 |                       | Amadeus Peter Shaffer                                            | Frede Gulbrandsen(da) | Malmö stadsteater       |
| 2014 |                       | De sista trollen Dennis Magnusson                                | Dennis Sandin         | Malmö stadsteater       |
| 2015 |                       | Folkets fiende (En folkefiende) Henrik Ibsen                     | Dritëro Kasapi        | Malmö Stadsteater       |
| 2015 | En röst               | Direktören för det hela (Direktøren for det hele) Lars von Trier | Anders Lundorph       | Malmö Stadsteater       |
| 2015 | Medverkande           | En ny revy Valle Westesson                                       | Hans Marklund         | Malmö Stadsteater       |
| 2016 | Svensk                | Stockholms blodbad Lucas Svensson och Moqi Simon Trolin          | Moqi Simon Trolin     | Malmö Stadsteater       |
| 2016 | Tyko Jonsson          | Karl-Bertil Jonssons julafton Tage Danielsson                    | Sara Cronberg         | Malmö Stadsteater       |
| 2017 | Robert                | Svek (Betrayal) Harold Pinter                                    | Dennis Sandin         | Malmö stadsteater       |
| 2019 | Biff                  | En handelsresandes död (Death of a Salesman) Arthur Miller       | Dennis Sandin         | Malmö stadsteater       |

### Regi
| År   | Produktion      | Upphovsmän                                  | Teater            |
| ---- | --------------- | ------------------------------------------- | ----------------- |
| 2019 | Kaniner Rabbits | Joe Hampson Översättning Kerstin Gustafsson | Malmö Stadsteater |